# Diana Nyad
Diana Nyad, née Diana Sneed le 22 août 1949 à New York (État de New York), est une joueuse professionnelle de squash puis nageuse américaine, spécialiste des longues distances en eau libre.
Le 2 septembre 2013, à l'âge de 64 ans, elle relie Cuba à la Floride (Key West) en 52 heures, 54 minutes et 18 secondes.

## Biographie

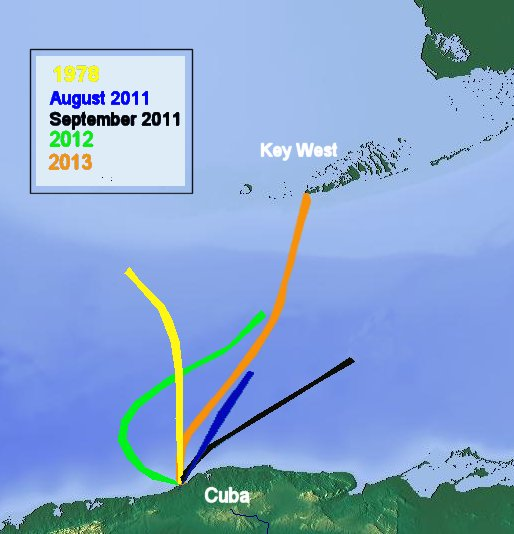
Trajet des différentes tentatives de Diana Nyad de 1978 à 2013.

Diana Sneed est née le 22 août 1949 à New York dans l'État de New York. Ses parents sont Lucy Winslow Curtis et William L. Sneed Jr.. Après le divorce de ses parents, sa mère se remarie avec Aristotle Z. Nyad (de son vrai nom Aris Notaras). 
Après plusieurs tentatives depuis l'âge de 20 ans, Diana Nyad réalise son rêve à 64 ans.
Cette traversée représente environ 103 miles, soit 165 km.
Elle a nagé de nuit sans cage anti-requins.
Elle est également joueuse professionnelle de squash, participant aux championnats du monde 1979 et s'inclinant au premier tour face à la Suédoise Katarina Due-Boje. Cette même année, elle fait partie de l'équipe nationale de squash qui participe aux championnats du monde par équipes,.

## Dans la culture populaire
En 2023, Jimmy Chin et Elizabeth Chai Vasarhelyi (en) réalisent un film inspiré de sa vie : Insubmersible (Nyad), sort sur Netflix. Elle y est incarnée par Annette Bening.